# Izabella Scorupco
Izabella Dorota Scorupco (Białystok, 1970. június 4. –)  lengyel származású svéd színésznő, modell és énekesnő.

## Élete és pályafutása
1970-ben született Lech és Magdalena Skorupko gyermekeként. Egyéves volt mikor a szülei elváltak. Anyjával együtt 1978-ban Svédország fővárosába, Stockholmba költözött, ahol megtanulta a svéd, a francia és az angol nyelvet is. A 80-as években Scorupco modell karrierbe kezdett, volt a Vouge nevű angol magazin címlapján is. 1988-ban megkapta első filmszerepét egy svéd filmben (Ingen kan älska som vi), de színészként a legnagyobb áttörést akkor érte el mikor James Bond lány lett a 17. James Bond filmben, az Aranyszemben. Scorupco a 90-es évek elején egy rövid, de sikeres karriert futott be popénekesként, a IZA című albuma aranylemez lett Svédországban 1991-ben. 1996, Scorupco hozzáment Mariusz Czerkawski lengyel jégkorongozóhoz akitől egy lánya született. 1998-ban elváltak. Scorupco 2003-ban újra férjhez ment az amerikai Jeffrey Raymond-hoz, akitől egy fia született.

## Filmográfia
| Év   | Cím                              | Szerep               | Megjegyzés                                   |
| ---- | -------------------------------- | -------------------- | -------------------------------------------- |
| 1988 | Ingen kan älska som vi           | Annelie              | Első filmje                                  |
| 1991 | Bert                             | Zindy Dabrowski      | TV-sorozat, 1 évad 3. rész: "Erik the Great" |
| 1991 | V som i viking                   | The Single Mother    | TV-sorozat                                   |
| 1995 | Det var en mörk och stormig natt | Petronella           | rövidfilm                                    |
| 1995 | Petri Tårar                      | Carla                |                                              |
| 1995 | Aranyszem                        | Natalya Simonova     | magyar hangja: Détár Enikő                   |
| 1999 | Tűzzel-vassal                    | Helena Kurcewiczówna | magyar hangja: Pápai Erika                   |
| 2000 | Dykaren                          | Irena Walde          |                                              |
| 2000 | Jég és föld között               | Monique Aubertine    | magyar hangja: Balogh Erika                  |
| 2002 | 2020: A tűz birodalma            | Alex Jensen          | magyar hangja: Andresz Kati                  |
| 2004 | Az ördögűző: A kezdet            | Sarah                | magyar hangja: Orosz Helga                   |
| 2005 | Alias                            | Sabina               | TV-sorozat, 4. évad, 15. rész: "Pandora"     |
| 2007 | A Vadmacska Klub                 | Daniella Stack       | magyar hangja: Németh Borbála                |
| 2007 | Solstorm                         | Rebecka Martinsson   |                                              |
| 2010 | Änglavakt                        | Cecilia              |                                              |
| 2014 | Micke & Veronica                 | Veronica             |                                              |
| 2015 | Sleepwalker                      |                      |                                              |

## Diszkográfia
1991-ben jelent meg a Warner Music gondozásában az IZA című album.

## Fordítás
- Ez a szócikk részben vagy egészben  az   Izabella Scorupco című angol Wikipédia-szócikk fordításán alapul.  Az eredeti cikk szerkesztőit annak laptörténete sorolja fel. Ez a jelzés csupán a megfogalmazás eredetét és a szerzői jogokat jelzi, nem szolgál a cikkben szereplő információk forrásmegjelöléseként.